# (17100) Kamiokanatsu
(17100) Kamiokanatsu (1999 JT37) – planetoida z pasa głównego asteroid okrążająca Słońce w ciągu 4,66 lat w średniej odległości 2,79 j.a. Odkryta 10 maja 1999 roku.